# Merfer
Merfer (titre original : Railsea) est un roman de fantasy de l'écrivain britannique China Miéville, publié en 2012 puis traduit en français et publié chez Fleuve en 2016.

## Résumé
Shamus Yes ap Soorap est un orphelin de la cité d'Haldepic, élevé par ses cousins à la suite du décès de ses deux parents. Lorsqu'il est en âge de travailler, ces derniers lui trouvent une place d'apprenti médecin sur Le Mèdes, un train taupier commandé par le capitaine Natacha Picbaie, qui chasse les taupes géantes comme peuvent le faire des bateaux pour la chasse à la baleine. Ce train parcourt la merfer, une étendue de terre meuble parsemée de rails et peuplée de voraces et géants rats-taupes nus, perce-oreilles et autres fourmilions. Durant sa première expédition, Sham découvre en fouillant les restes d'un train abandonné une carte mémoire contenant de vieilles photos. Une fois l'expédition terminée, le capitaine Picbaie permet à Sham de visionner les photos et ils découvrent ensemble l'impensable, l'impossible : une photo d'une voie de chemin de fer unique, ce qui n'a jamais été vu dans l'ensemble de la merfer, les voies étant toujours multiples et interconnectées à l'infini.
Lors d'une halte dans la cité de Manihiki, Sham fait connaissance avec Robalson, un jeune mousse travaillant comme lui sur un train, ainsi que Caldera et Caldero Sroake, deux jeunes orphelins tout comme lui. Ils partagent ses trouvailles avec eux, ce qui va complètement changer leurs vies à tous. La fratrie Shroake découvrent enfin les indices nécessaires à une tentative pour trouver le lieu où leurs parents ont disparu. Ils proposent à Sham de les accompagner mais celui-ci ne peut se résoudre à quitter sa vie à bord du Mèdes. Robalson se révèle quant à lui faire partie de l'équipage du Tarralesh, un train pirate dont le capitaine Le Guell décide de kidnapper Sham afin d'essayer de rattraper le train des Shroake.

## Personnages
- Shamus Yes ap Soorap (Shamus Yes ap Soorap en version originale) : orphelin, apprenti médecin à bord du train Le Mèdes.
- Natacha Picbaie (Abacat Naphi en version originale) : capitaine du Mèdes.
- Lish Fremlo (Lish Fremlo en version originale) : médecin de bord du Mèdes.
- Travisande Sirocco (Travisande Strocco en version originale) : exhumeuse demeurant à Manihiki et possédant le creuseur Pinschon.
- Caldera Shroake et Caldero Shroake (Caldera Shroake et Caldero Shroake en version originale) : frère et sœur orphelins demeurant à Manihiki.
- Le Guell (Elfrish en version originale) : capitaine du train de pirates Tarralesh.
- Robalson (Robalson en version originale) : mousse à bord du Tarralesh.
- Chauquette (Daybe en version originale) : chauve-souris apprivoisée par Shamus.
- Jackie La Nargue (MotherJack en version originale) : énorme darboune, philosophie du capitaine Natacha Picbaie.

## Accueil critique
Merfer a été globalement bien accueilli par les critiques. Brian Truitt, du quotidien USA Today, apprécie le mélange « d'émotions, de carnage de monstres godzillesques et de grandes aventures » qui satisferont aussi bien les adolescents que les fans plus adultes de China Miéville. Stephanie Burt sur le National Public Radio met en avant l'inventivité du langage  et les capacités de création de mondes de l'auteur et note que ses vues d'extrême gauche se reflètent dans l'histoire émergente du monde en déliquescence de Merfer, ce qui équivaut à une « mise en accusation drôle mais de grande portée du capitalisme moderne ».
Plusieurs critiques ont souligné le caractère métafictionnel du roman. Écrivant pour le blog io9, Chris Hsiang note que China Miéville abonde en « jeux de mots malicieux » et loue sa capacité à éviter les tropes des romans dystopiques ainsi que les sermons politiques, leur préférant un langage et une structure certes étrange et stimulant mais néanmoins abordable. D'autres sont plus critiques envers l'approche métafictionnelle de l'auteur. Pour Jason Heller de The A.V. Club, la prose véloce et captivante (voire dense) de China Miéville et la maigreur de son intrigue ont abouti à un résultat « cérébral et passionnant » qui aurait pu être amélioré 
« s'il s'était moins arrêté en chemin pour commenter sa propre ingéniosité ».
En France, Sylvain Bonnet note sur ActuSF que Merfer est « un bon récit, à mi chemin de la fantasy et de la science-fiction, qui démontre que Miéville est avant tout un brillant raconteur d’histoires ». Pour sa part, Bruno Para conclut sa critique dans la revue Bifrost en affirmant que « China Miéville montre [...] qu’il n'a rien perdu de son inventivité » et que « le plaisir de l'auteur à livrer une histoire universelle pleine de rebondissements est ici communicatif ».

### Récompenses
Merfer a remporté le prix Locus du meilleur roman pour jeunes adultes 2013.

## Éditions
- Railsea, Macmillan, 24 mai 2015, 376 p.  (ISBN 978-0-230-76510-8)
- Merfer, Fleuve, coll. « Outre Fleuve », 13 octobre 2016, trad. Nathalie Mège, 464 p.  (ISBN 978-2265116122)
- Merfer, Pocket, coll. « Science-fiction » no 7236, 12 octobre 2017, trad. Nathalie Mège, 480 p.  (ISBN 978-2266279611)